# Вознесенський Олександр Олексійович
Олександр Олексі́йович Вознесе́нський (5 березня 1898, село Головкіно (або Малинове) Новосільського повіту Тульської губернії, тепер Орловської області, Російська Федерація — розстріляний 28 жовтня 1950, місто Москва, Російська Федерація) — радянський діяч, міністр освіти РРФСР, ректор Ленінградського державного університету, професор (1939). Депутат Верховної Ради СРСР 2-го скликання (в 1948—1949 роках). Старший брат Миколи Вознесенського.

## Біографія
Народився в родині службовця лісової контори. Дитинство провів у містечку Черні Тульської губернії.
У 1917 році вступив до Петроградського історико-філологічного інституту, у 1921 році перейшов на факультет суспільних наук університету, який закінчив у 1923 році.
З 1923 року — викладач, завідувач кафедри політичної економії Ленінградського державного університету.
Член ВКП(б) з 1927 року.
У 1940—1941 роках — декан політико-економічного факультету Ленінградського державного університету.
У 1941—1942 роках — ректор Ленінградського державного університету. У 1942—1944 роках — ректор Саратовського державного університету. У 1944—1948 роках — ректор Ленінградського державного університету.
24 січня 1948 — 15 липня 1949 року — міністр освіти Російської РФСР.
З липня по серпень 1949 року не працював.
19 серпня 1949 року заарештований органами МДБ за звинуваченням «у зраді Батьківщині, участі у контрреволюційній організації та антирадянській агітації» (так звана «Ленінградська справа»). Засуджений до страти та розстріляний 27 жовтня 1950 року.
Посмертно реабілітований 14 травня 1954 року.

## Нагороди
- орден Леніна (21.02.1944)
- медалі